# Deklaration und Programm der Islamischen Revolution in Syrien
Deklaration und Programm der Islamischen Revolution in Syrien (arabisch بيان الثورة الاسلامية في سورية ومنهاجها, DMG Bayān aṯ-ṯaura al-Islāmīya fī Sūriya wa-manhaǧuhā) ist ein Manifest, das am 9. November 1980 von der Muslimbruderschaft in Syrien im Zusammenhang mit ihrem Aufstand gegen das Baath-Regime veröffentlicht wurde. Verantwortlich zeichneten dafür Saʿīd Hawwā, ʿAlī Sadr ad-Dīn al-Bayānūnī und ʿAdnān Saʿd ad-Dīn im Auftrag des sogenannten „Oberkommandos der Islamischen Revolution in Syrien“. Der Text ist zweigeteilt und deutlich in Deklaration (bayān) und Programm (minhāǧ) gegliedert, so dass beide Teile auch als eigenständige Texte betrachtet werden können. In der Deklaration traten die Muslimbrüder als Sprecher der sunnitischen Gemeinschaft auf und definierten ihren Konflikt mit dem syrischen Baath-Regime als einen Konflikt zwischen der sunnitischen Bevölkerungsmehrheit und einem Minderheitenregime, das hauptsächlich von den Alawiten getragen wurde. Im zweiten Teil formulierten sie ihre politischen, gesellschaftlichen und wirtschaftlichen Vorstellungen für den zu gründenden Islamischen Staat. Die wirtschaftlichen Aussagen des Programm standen im Einklang mit den Ansichten und Interessen der städtischen sunnitischen Mittel- und Unterschicht der Handels- und Industriebranche. Obwohl das Programm in verschiedenen gesellschaftlichen Bereichen konkrete Vorschläge für islamische Regelungen macht, zum Beispiel Zinsverbot und Zakāt, so zeigen die Ausführungen zu den materiellen Sozialstaatszielen nach Art eines utilitaristischen Wohlfahrtsprogramms Ähnlichkeiten mit entsprechenden Passagen im Programm der Baath-Partei.

## Politischer Hintergrund
Die syrische Muslimbruderschaft befand sich bereits seit 1976 in einem Aufstand gegen das Baath-Regime unter Hafiz al-Assad. Ende der 1970er Jahre ging der Konflikt zwischen Regime und Muslimbruderschaft in eine militante Kraftprobe zwischen beiden Seiten über und nahm bürgerkriegsähnliche Ausmaße an. Von beiden Seiten erfolgten Gewaltaktionen: die kämpfende Avantgarde der Muslimbruderschaft unternahm im Juni 1979 einen Anschlag auf die Militärakademie in Aleppo, das Regime mobilisierte umgekehrt im März 1980 die Armee gegen streikende Händler in Hama und Aleppo und richtete im Juni 1980 massenweise gefangene Oppositionelle im Gefängnis von Palmyra hin. Im Juli 1980 wurde die Mitgliedschaft in der Muslimbruderschaft unter Todesstrafe gestellt, und es wurden Schnellgerichte zur Aburteilung Beschuldigter eingerichtet. Der Aufstand endete im Februar 1982 mit dem Massaker von Hama.
Die syrische Muslimbruderschaft hatte in den 1950er Jahren noch eine gemäßigte politische Kraft dargestellt und sich unter Führung von Mustafā as-Sibāʿī aktiv am parlamentarischen System beteiligt. Der Grund dafür, dass sie sich zu einer radikalen Oppositionsbewegung entwickelte, die mit dem Ziel einer Islamischen Revolution den militanten Umsturz betrieb, waren soziale Bevölkerungsverschiebungen seit den Baath-Putschen von 1963 und 1970, die sich zuungunsten der sunnitischen städtischen und ländlichen Bevölkerungsschichten auswirkten, aus denen sich die Muslimbruderschaft rekrutierte. Insbesondere der Machtantritt Hafiz al-Assads begünstigte den Aufstieg von Alawiten, die in der traditionellen syrischen Gesellschaft zur Unterschicht angehörten und von den Sunniten tendenziell als häretisch angesehen werden. Sie machten in der Armee Karriere, die zum Hauptgegner der Muslimbrüder im Kampf um die Entscheidung waren.
Das vom „Oberkommando“ veröffentlichte Manifest stammt aus den entscheidenden Jahren des Ringen zwischen Regime und syrischen Muslimbrüdern. Wie in anderen Regionen der islamischen Welt wirkte die erfolgreiche Islamische Revolution in Iran als Vorbild. Obwohl das Manifest mit seiner Begrifflichkeit an diese Revolution anknüpft, fehlen in dem Text jegliche Bezugnahmen auf das Islamische Republik Iran. Dies wird damit erklärt, dass die Muslimbrüder in Syrien die Islamische Revolution zunächst stark begrüßt hatten, dann jedoch davon enttäuscht waren, dass ihre Hilferufe an Ruhollah Chomeini um moralische Unterstützung gegen das syrische Regime unbeantwortet blieben und sich eine informelle Koalition zwischen Syriens Herrschern und dem iranischen Regime gebildet hatte.
Das Datum der Veröffentlichung, der 5. November 1980, fiel mit dem ersten Tag des Jahres 1401 der islamischen Zeitrechnung zusammen. Genau ein Jahr zuvor, am Neujahrstag des Jahres 1400, hatten Revolutionäre Große Moschee von Mekka besetzt, um den Sturz des saudischen Königshauses zu erzwingen und einen islamischen Staat zu errichten. Die islamische Welt befand sich also in dieser Zeit gewissermaßen im Revolutionsfieber.

## Vorbereitung und Veröffentlichung
Das Manifest wurde durch eine spezielle Kommission der syrischen Muslimbruderschaft unter Leitung ihres Generalinspekteurs ʿAdnān Saʿd ad-Dīn vorbereitet, der auch den ersten Entwurf dafür lieferte. Diese Kommission wird bereits im September 1980 in der organisationseigenen Zeitschrift an-Nadhīr erwähnt. Obwohl der 1. Muharram 1401 als Veröffentlichungsdatum angegeben ist, dauerte es einige Wochen, bis das Manifest wirklich verbreitet wurde. Noch die Ausgabe vom Januar 1981 der von den syrischen Muslimbrüdern betriebenen Zeitschrift an-Nadhīr kündigte die baldige Verbreitung des Manifests an. Diese war bis dahin also offensichtlich noch nicht erfolgt. Das Werk erschien dann zunächst in mehreren arabischen Ausgaben mit teils differierenden Seitenzahlen. Die Schrift wurde auch in Europa verteilt, und es wurden englische, französische und türkische Übersetzungen erstellt. Die Charta der Islamischen Front in Syrien, die etwas kürzer ist, stellt im Grunde genommen eine Synopse des von Muslimbruderschaft veröffentlichten Manifests dar.

## Inhalt
In den folgenden Abschnitten wird ein Überblick über die Inhalte des Manifests geboten, wobei teilweise nur Abschnittsüberschriften genannt und teilweise der Text paraphrasiert wird. An einzelnen Stellen wird der Text auch wörtlich zitiert.

### Erster Teil: Deklaration
- Gott verhilft denjenigen zum Sieg, die ihm zum Sieg verhelfen. Es wird erklärt, dass es eine Pflicht für Muslime sei, sich in den Dienst des Islams zu stellen.[11]
- Die Abweichung, die zum Misstrauen führte. Der zweite Abschnitt erklärt, die Muslime seien nach der Zeit der rechten geleiteten Kalifen vom rechten Weg abgewichen und in einen Zustand der Dschāhilīya zurückgefallen.[12]
- Der Islam widersetzt sich der Verfälschung und Dienstbarmachung. Nach der Unterwerfung der Muslime entstanden unter den Muslimen zwei Richtungen: die eine war davon überzeugt, dass die Muslime nur durch Einheit ihre Stärke wiedererlangen könnten, die andere richtete ihre Hoffnungen auf die Wissenschaft und glaubte, dass diese den Muslimen ihre Stärke wiedergeben könne.[13]
- Die Daʿwa des Imam Hasan al-Bannā. Beide Richtungen, so wird erklärt, könnten die Bedürfnisse der Islamischen Revolution nicht befriedigen. Anders sei das hingegen mit der Daʿwa des Imam Hasan al-Bannā. Hier wird der Gründer der Muslimbruderschaft als Verfechter der Idee, dass der Islam ein unteilbares Ganzes ist und in all seinen Aspekten angewandt werden muss, angepriesen.[14]
- Ein neuer Geist, der die Muslime durchdringt. Es wird erklärt, dass anders als in den 1950er Jahren der Gedanke einer Islamischen Revolution in den islamischen Ländern sehr stark ist und auch in Syrien präsent ist.[15]
- Der Islam, zu dem wir die Menschen aufrufen. In diesem Abschnitt wird erklärt, dass es den muslimischen Revolutionären darum gehe, alle Formen der Unterdrückung, Ausbeutung und Dekadenz zu eliminieren und vollkommene Gerechtigkeit herzustellen.[16]
- Syrien kämpft gegen den Kolonialismus und seine Helfer. Hier wird beklagt, dass die (französische) Kolonialmacht vor Verlassen des Landes ein „falsches demokratisches System“ hinterlassen habe, das das Land durch Anführer kontrolliere, die durch Vermögen und Grundeigentum an die Macht gelangt seien.[17]
- Die tiefe Kluft zwischen den Massen der Umma und den Regierungen. Es wird beklagt, dass in der demokratischen Periode Syriens die islamische Bewegung von Parteien anderer ideologischer Richtung marginalisiert wurde und schließlich das demokratische System des Staates kollabierte.[18]
- Das Experiment der Einheit zwischen Ägypten und Syrien. Es wird beklagt, dass die Vereinigte Arabische Republik Parteiinteressen von Opportunisten und professionellen Politikern zum Opfer gefallen sei.[19]
- Die Baath-Partei stürzt sich auf die Macht.[20]
- Der sektarische Charakter der Herrschaft (ṭāʾifīyat al-ḥukm) in Syrien. Zu den Possen dieses Sektierertums, so wird hier vorgebracht, gehört die Beförderung des Verteidigungsministers, der direkt an der Niederlage im Sechstagekriegs beteiligt gewesen war, in das höchste Staatsamt.[21] Gemeint ist Hafiz al-Assad.
- Appell an die Söhne der alawitischen Sekte (Nidāʾ ilā abnāʾ aṭ-ṭāʾifa al-ʿAlawīya). Zunächst wird an die „Weisen“ der alawitischen Gemeinschaft appelliert: „Neun oder zehn Prozent der Bevölkerung“, heißt es, „können nicht die Mehrheit in Syrien dominieren.“ Dies widerspräche der „Logik der Dinge“. „Die Minderheit hat sich selbst vergessen und ignoriert die Fakten der Geschichte.“ Die „provokativen und aggressiven Praktiken“ des Regimes „könnten einen mörderischen Bürgerkrieg entfachen“.[22]
- Aufruf and die Söhne der alawitischen Sekte (Ihāba bi-abnāʾ aṭ-ṭāʾifa al-ʿAlawīya). Hier wird der Hoffnung Ausdruck gegeben, dass die alawitische Gemeinschaft die „Vormundschaft“ von Hafiz al-Assad und seinem Bruder Rifaat abschütteln und so „verhindern möge, dass die Tragödie ihr trauriges Ende nimmt“.[23]

### Zweiter Teil: Programm

#### Innenpolitik
1. Konstitutionelles und gerichtliches Leben. Das Oberkommando der Islamischen Revolution erklärt hier, „dass das Bedürfnis der Nation, ihre Freiheit wiederzuerlangen, ebenso wichtig sei wie ihr Bedarf an Luft, Wasser und Nahrung.“[24] Zu den konstitutionellen Prinzipien, die hier bekräftigt werden, gehören:
  1. Gleichheit zwischen den Bürgern
  2. Schutz der Bürger
  3. Bewahrung der Würde der Bürger
  4. Abschaffung der politischen Gefängnisse und Internierungslager[25]
  5. Das System der Schūrā. Es wird angeführt, dass Prophet Mohammed dieses Prinzip während der Schlachten von Badr Uhud und der Grabenschlacht anwandte und auf den Rat der Prophetengefährten hörte.[26] Wie dieses Prinzip in der Gegenwart umgesetzt werden sollte, bleibt allerdings dunkel.[27]
  6. Gewaltenteilung (al-Faṣl bain as-suluṭāt). Hier wird erklärt, dass es sich um einen Bestandteil der Schūrā und ein urislamisches Prinzip handele.[28] Die Betonung liegt aber weniger auf dem Aspekt der strikten Trennung und der gegenseitigen Kontrolle der Gewalten im Sinne Montesquieus, sondern auf dem Primat der Gerichtsbarkeit über die Politik.[27]
  7. Die Freiheit zur Bildung politischer Parteien.[29] Diese Freiheit wird allerdings dadurch eingeschränkt, dass die Parteien weder der Glaubenslehre der Nation widersprechen, noch einer ausländischen Macht verpflichtet sein dürfen.[27]
  8. Direkte Wahlen. Dieses Prinzip gilt für alle Ebenen der Repräsentation,[30] allerdings fehlt jegliche Konkretisierung. Es wird gefordert, die Größe der Wahlbezirke drastisch zu reduzieren, damit der Wähler seinen Repräsentanten auch wirklich kennen kann.[31]
  9. Gedanken- und Redefreiheit,
  10. Gewerkschaftliche Freiheiten,[30]
  11. Die Rechte der ethnischen und religiösen Minderheiten. Es wird zum Ausdruck gebracht, dass die bürgerlichen und gesetzlichen Rechte aller ethnischen und religiösen Minderheiten gewahrt werden sollen. Gleichwohl wird betont, dass man Autokratie und Einparteiensystem ablehne, weil dieses in Wirklichkeit nur eine kleine Gruppe und nicht das ganze Volk repräsentiere.[32]
  12. Die Judikative. Hier wird unter anderem die Schaffung eines Obersten Gerichtshofs (maḥkama ʿulyāʾ) gefordert, der die Verfassungsmäßigkeit von Gesetzen überprüft.[33]
2. Wirtschaftliche Verhältnisse
  - Einleitung[34]

  1. Recht auf Eigentum und der Privatsektor
  2. Öffentliche Ressourcen (öffentlicher Sektor)[35]
  3. Der Bauer und der Boden. Hier werden verschiedene Maßnahmen gefordert wie die Verteilung der staatseigenen landwirtschaftlichen Flächen unter den Bauern, Erteilung von zinsfreien Darlehen an die Bauern durch den Staat, Schutz von Wäldern und Forstgebieten, Förderung der Milchwirtschaft und Imkerei in den Steppengebieten sowie der Fischzucht.[36] Des Weiteren wird die syrische Landreform kritisiert. Anhand des Beispiels der Sowjetunion wird aufgezeigt, dass eine Politik der Restriktion und Verkleinerung privater Anbauflächen zum Niedergang der Landwirtschaft führt.[37]
  4. Der Arbeiter und die Industrie. Es werden verschiedene Koranverse angeführt, die zeigen sollen, dass Gott selbst den Menschen zur Arbeit anhält, sowie verschiedene Hadithe, die die Verdienstlichkeit der Produktivität preisen. Aus diesem Grund, so heißt es danach, betrachte die Islamische Revolution in Syrien die Förderung der Industrie für eine wichtige Aufgabe.[38] Zu den Maßnahmen, die gefordert werden, gehört auch die härtere Bestrafung derjenigen, die gegen das Verbot der Kinderarbeit verstoßen.[39]
  5. Das Steuersystem. Wie bei der Zakāt sollen die Steuern progressiv in Abhängigkeit zum Vermögen und Einkommen erhoben werden.[40]
  6. Bankwesen. Forderungen sind hier unter anderem die Bekämpfung der Inflation durch Rückkehr zum Goldstandard sowie die Ersetzung der Banken, die sich auf Zinsen und Ribā stützen, durch ein System der Kapitalbeteiligung und der direkten wirtschaftlichen Investition. Als abschreckendes Beispiel für die negativen Folgen von Ribā wird Shakespeares Drama Der Kaufmann von Venedig angeführt. Ribā führe dazu, dass Kapital über das Schicksal der Menschen herrsche und nicht den Menschen  dienstbar sei, wie es der Koran (Suran 45:13) eigentlich vorsehe.[41]
  7. Zakāt und Waqf[42]
  8. Verbot von Verschwendung und Ausbeutung. Hier wird beklagt, dass die Regierung aufgrund sektarischer Motive die verschiedenen Regionen Syrien sehr ungleich behandele, indem sie die einen finanziell stark fördere, während sie die anderen vernachlässige. Als Beispiel wird die staatliche Straßenbaufirma Roadco genannt, die ihre Aktivitäten allein auf das Alawitengebirge beschränke und dort ein Straßennetz von 1000 Kilometer Länge geschaffen habe, einschließlich einer Autobahn, die Qardaha mit der Autostraße zwischen Latakia und Damaskus verbinde.[43]
3. Militärische Angelegenheiten. Das Militärwesen soll nach den Prinzipien des Dschihad reorganisiert werden, den Gott bis zum Tag der Auferstehung „zu einer unabdingbaren Pflicht für die Muslime gemacht“ hat.[44]
  1. Die Kampfdoktrin der Armee. Die Armee müsse, wie in der Blütezeit des Islams, von der Gesamtheit des Volkes getragen werden, so dass jeder für die Sache Gottes zu den Waffen eile, wenn der Ruf zum Dschihad erschalle.[45]
  2. Das militärische Training. Die Armee würde sich nicht in die Innenpolitik oder religiöse Konflikte einmischen, sondern sich auf Ausbildung, Organisation und militärische Disziplin konzentrieren.
  3. Die militärische Sicherheit.[46]
  4. Das Streben nach militärischen Leistungen.[47]
  5. Die Kriegsindustrie. Notwendig sei der Aufbau einer eigenen Waffenindustrie, damit die Araber ihre Waffen nicht von den Großmächten kaufen müssten.[48]
  6. Organisation des Militärdienstes. Die Wehrpflicht solle eingehalten werden, allerdings mit einem kürzeren Grundwehrdienst und jährlichen Wehrübungen von einem Monat Länge, so dass bei einer Generalmobilmachung jeder Bürger gut trainiert sei und seinen Platz kenne.[49]
  7. Die Befreiung der Armee von Parteien- und Sektenwesen. Die Streitkräfte müssten von parteipolitischen und sektarischen Interessen befreit werden.[50]
4. Intellektuelle und pädagogische Situation. Es wird hier die These vorgetragen, dass der Islam ein vollständiges Bildungssystem mit einer eigenen Bildungsphilosophie sei. Diese sei durch den Koran, die Hadithe, al-Ghazālī, Abū l-Hasan al-Qābisī, Badr ad-Dīn Ibn Dschamāʿa, Ibn al-Dschauzī, Ibn Chaldūn und hunderte anderer Denker entwickelt worden.[51] Am Ende des Abschnitts wird die Bekämpfung des Analphabetismus als Ziel angegeben, was mit der koranischen Aufforderung „Lies, im Namen deines Herrn, […] der den Gebrauch des Schreibrohrs gelehrt hat“ (Sure 96:1) begründet wird.[52] So wie der Marxismus die Grundlage der Erziehung in den sozialistischen Ländern sei und der Pragmatismus und der Utilitarismus die Grundlage der Erziehung in den kapitalistischen Ländern, solle der Islam, der gleichzeitig Glaubenslehre, Gottesdienst, Moral und Gesetz sei, Dreh- und Angelpunkt der Erziehung in den islamischen Ländern sein. Hauptaufgabe der Erziehung solle es sein, den Glauben zu stärken und ihm zu dienen.[53]
5. Soziale Situation. Die Dschihad-Bewegung ist der Meinung, dass die islamische Gesellschaft die ideale Gesellschaft ist, die die Menschheit herbeisehnt, um die Stabilität und Glückseligkeit zu erreichen, von der sie träumt.[54] Angestrebt wird hierbei eine ausgewogene Gesellschaft (muǧtamaʿ mutawāzin), in der sich die Interessen von Individuum und Gesellschaft die Waage halten.[55]
6. Öffentliche Gesundheit. Am Anfang wird der Grundsatz Mens sana in corpore sano erwähnt. Sodann wird die Notwendigkeit, sich gesund zu halten, mit zwei Hadithen begründet, nämlich: „Obwohl sich in jedem Gläubigen Gutes befindet, liebt Gott doch den starken Gläubigen mehr als den Schwachen“ und „O Diener Gottes, gebraucht Medikamente! Denn Gott hat keine Krankheit gesandt, ohne gleichzeitig ein Heilmittel dafür zu senden.“[56] Zu den Maßnahmen, die in diesem Bereich gefordert werden, gehören die Sicherung der Verfügbarkeit von Arzneimitteln für die Allgemeinheit, der Aufbau einer pharmazeutischen Industrie, Herstellung gesunder Wohnverhältnisse auf dem Land durch den Bau von Kanalisationssystemen und Trockenlegung von Sümpfen.[57]
7. Abschließende Bemerkungen. Ziel des Programms im innenpolitischen Bereich ist die Herstellung allgemeinen Glücks des Landes, so dass der Bürger hinsichtlich seiner Religion, seines Vermögens und seiner Ehre in Sicherheit ist und sich ganz dem Gottesdienst hingeben kann, wie es in Sure 106:3f formuliert ist: „Sie sollen dem Herrn dieses Hauses dienen, der ihnen Speise gab, so dass sie keinen Hunger leiden, und ihnen Sicherheit verlieh, so dass sie keine Furcht empfinden.“

#### Außenpolitik
1. Die arabische Einheit
  1. Die Krankheit der Zerteilung[58]
  2. Die grundlegenden Faktoren der Umma. Es wird erklärt, dass die bedeutendsten Faktoren, auf denen die Einheit der Umma beruht, die folgenden sind: a) Einheit der Glaubenslehre; b) Einheit des Systems, das durch die Scharia garantiert wird; c) Einheit der Sprache; d) Gemeinsame Geschichte mit all ihren Errungenschaften; e) Einheit des Vaterlandes; f) die gemeinsamen Bräuche und Traditionen, die durch die Sunna definiert sind. Zum Abschluss der Aufzählung wird Sure 21:92 zitiert: „Dies ist eure Gemeinschaft (umma). Es ist eine einzige Gemeinschaft (umma wāḥida). Und ich bin euer Herr. Dienet mir!“ Anschließend wird gefragt, ob es denn zulässig sei, dass die Umma geteilt werde und zerspengt und gespalten bleibe.[59]
  3. Der Weg zur umfassenden Einheit. Die Herstellung der arabischen Einheit, die eine dringende Pflicht ist, kann die Umma wieder zu dem machen, was Gott für sie gewollt hat: „eine einige Gemeinschaft mit einer Glaubenslehre und einer Botschaft, mit denen sie die gesamte Menschheit rettet“[60]
2. Das Palästina-Problem
  1. Der Islam und das Palästina-Problem. Einleitend wird erklärt, kein aufrichtiger Muslim könne für den israelischen Staat eintreten, nachdem er das Offenbarungswort gehört habe: „Du wirst sicher finden, dass diejenigen Menschen, die sich den Gläubigen gegenüber am meisten feindlich zeigen, die Juden und Beigeseller sind“ (Sure 5:82). Da das Palästina-Problem einzig Araber und Muslime etwas angehe und nur gelöst werden könne, wenn das geraubte Land seinen Besitzern zurückgegeben werde, müsse man die Aggressoren dorthin zurückschicken, woher sie gekommen sind. Deshalb sei der Dschihad die einzige Möglichkeit, Palästina zu retten.[61]
  2. Wie das Problem behandelt wurde[62]
  3. Palästina und die Islamische Revolution. Die Islamische Revolution meint, dass die radikale Lösung für das Palästina-Problem aus folgenden Maßnahmen besteht: a) Erklärung des Palästina-Problems zu einer gesamtislamischen Angelegenheit, b) Ablehnung aller UN-Resolutionen zu diesem Problem, c) klare öffentliche Bekundung der entschlossenen Ablehnung des „zionistischen Gebildes“ (al-kiyān aṣ-ṣahyūnī), d) Nichtanerkennung jüdischer Existenz in Palästina, sofern diese der Vorbereitung der Geburt des „zionistischen Gebildes“ dient; e) Rückkehr nach Jerusalem und Palästina unter dem Banner des Dschihad, sowie es sich aus dem Hadith ergibt: „Die endzeitliche Stunde wird erst kommen, wenn die Muslime die Juden bekriegen“, f) öffentliche Bekundung, dass die wahre Schlacht der Islamischen Revolution diejenige mit den Zionisten, während der Kampf gegen das sektiererische Regime in Syrien nur ein Vorgefecht ist.[63] So wie der Prophet Mohammed seine Kämpfe bei der Grabenschlacht dazu anhielt, so lange weiter zu kämpfen, bis sie die Wohnstätten der Banū Quraiza erobert hatten, sollten jetzt die Kämpfer der Islamischen Revolution weiter kämpfen, bis sie Jerusalem, Jaffa, Haifa und Hebron erobert hätten.[64]
3. Die islamische Welt
  1. Islamische Bruderschaft[65]
  2. Die Aggression gegenüber Afghanistan[66]
  3. Unsere Revolution und die islamische Welt.[67]
4. Außenbeziehungen, der Islam und die internationale Situation. Die Beziehungen zu anderen Staaten sollen davon abhängig gemacht werden, welche Positionen diese Staaten zu den gerechten Anliegen einnehmen, für die die Islamische Revolution kämpft, insbesondere das Palästina-Problem, darüber hinaus aber auch der Befreiungskampf der Muslime in Afghanistan, Eritrea, Somalia, Pattani und auf den Philippinen.[68] Unter Verweis auf Sure 48:28: „Er ist es, der seinen Gesandten mit der Rechtleitung und der wahren Religion gesandt hat, um ihr zum Siege zu helfen über alle Religion“ wird aber eindeutig der Absolutheitsanspruch des Islams formuliert[69] und erklärt, dass der Islam „der einzige Weg zur Rettung der Menschheit“ ist. Das finale Ziel der Revolution sei die Herbeiführung des permanenten Friedens des Islams.[70] Zu diesem Zweck werden verschiedene Maßnahmen vorgeschlagen: a) Radikale Änderung der Struktur internationaler Organisationen, mit dem Ziel, das Veto-Recht abzuschaffen und Resolutionen verbindlich zu machen; b) Reform der internationalen Wirtschaftsordnung; c) Schaffung eines freien Meinungsaustauschs auf internationaler Ebene; d) Wiederherstellung des verlorenen Vertrauens in den Menschen durch klare Verkündigung, dass der Mensch keiner Vormundschaft eines anderen bedarf.[69] Trotz ihrer Überzeugung, dass der Dschihad bis zum Tag der Auferstehung andauert, betrachtet die Islamische Revolution diesen jedoch in seiner materiellen gewalttätigen Form nur als letztes Mittel, da sie an keinem Landgewinn interessiert ist, sondern Überzeugungsarbeit leisten will.[71]

### Schlussteil
Das Manifest endet mit einem Aufruf zum „reinen Arabertum“ (al-ʿurūba aṣ-ṣāfiya), das an die Stelle des Nationalismus treten soll und nur auf die Sprache gegründet ist, nicht auf die rassistische Diskriminierung zwischen den Völkern. Da jeder Muslim angewiesen sei, den Koran zu lernen, breite sich das Arabische überall dort aus, wo der Islam hinkomme. Desgleichen wird eine islamische Wirtschaftsordnung angepriesen, bei der alle guten Gaben der Erde wie ein gedeckter Tisch seien, an dem alle Menschen Platz hätten. Diese Ordnung solle an die Stelle des Sozialismus treten, von dem gesagt werde, dass er Wohlstand bringe, der aber in Wirklichkeit Armut bedeute.